# Tahamtan
Tahamtan (ur. ok. 1380, zm. ?) – sułtan Dekanu w 1397 r.
Po półtoramiesięcznym panowaniu został oślepiony przez Tagalchina, jednego z urzędników. Usunięty z tronu i uwięziony.

## Literatura
- Tahamtan, [w:] M. Hertmanowicz-Brzoza, K. Stepan, Słownik władców świata, Kraków 2005, s. 793.